# Candan Erçetin
Candan Erçetin (nacida el 10 de febrero de 1961, en Kırklareli, Turquía) es una famosa cantante de pop y actriz turca. 

## Discografía

### Álbumes
- Hazırım - 1995
- Sevdim Sevilmedim - 1996
- Çapkın - 1997
- Oyalama Artık - 1998
- Elbette - 1999
- Unut Sevme - 2001
- Neden - 2002
- Chante Hier Pour Aujourd'hui - 2002
- Remix - 2003
- Melek - 2004
- Remix'5 - 2005
- Aman Doktor - 2005
- Kırık Kalpler Durağında - 2009
- Aranjman - 2011
- Milyonlarca Kuştuk... - 2013
- Ah Bu Şarkıların Gözü Kör Olsun - 2015

### Canciones seleccionadas
- "Unut Sevme" (2001)
- "Ben Kimim" (2008) [incluida en la banda sonora de Gölgesizler]
- "Unuttun Beni Zalim" [en vivo] (2015)
- "Ah Bu Şarkıların Gözü Kör Olsun" (2015)